# Videoescultura
La videoescultura o videoobjecte és un gènere artístic inscrit en el marc de les arts plàstiques i audiovisuals associades al videoart.
Aquesta modalitat artística es caracteritza per l'ús d'un o més monitors de televisió en la creació de construccions volumètriques tridimensionals amb caràcter escultòric. La singularitat d'aquesta pràctica es fonamenta en la relació que s'estableix entre els elements objectuals i escultòrics i el contingut de les imatges que mostren els monitors de televisió –un dels mitjans de comunicació més influent de la història– que el converteixen en un element sobrecodificat semànticament. L'origen de les emissions pot ser divers: senyal directe de les emissions de televisió, alterades o no, imatges generades electrònicament o procedents de càmeres en sistema de circuit tancat, entre altres fonts. D'altra banda, la integració de les imatges en moviment dins del conjunt escultòric aporta temporalitat a l'obra.
El concepte de videoescultura s'atribueix a l'artista Shigeko Kubota, que el va fer servir per primera vegada per designar diverses peces que va realitzar en homenatge a Marcel Duchamp. Tot i així, la seva consolidació ve donada per l'exposició Video Skulptur (1989), al Kolnischer Kunstverein de Colonia (Alemanya), centrada en l'ús d'elements tècnics i conceptuals del vídeo en la creació d'objectes i dispositius d'interacció. Alguns dels artistes més representatius de la videoescultura o videoobjecte són Nam June Paik, Shigeko Kubota, Douglas Davis, Michael Snow, Antoni Muntadas i Wolf Vostell, entre d'altres.

## Història
La videoescultura s'origina a finals dels anys 60 del segle xx, en el context d'investigació i experimentació artístiques del videoart. El 1963, l'artista alemany Wolf Vostel va organitzar happenings que incorporaven l'ús de la televisió amb un objectiu artístic de denúncia contra la manipulació mediàtica dels mitjans. Aquell mateix any, Nam June Paik exposava per primera vegada a la Galeria Parnass de Wuppertal (Alemanya), obres en les quals barrejava música i imatges de televisió distorsionades (Exposition of Music-Electronic Television).
La consolidació de la videoescultura està relacionada amb la integració del videoart en els circuits artístics convencionals que tenen lloc a començaments de la dècada dels 90. L'exposició de 1989 "Video Skulptur" (1989) al Kolnischer Kunstverein de Colònia (Alemanya) és una fita pel que fa a l'assimilació artística d'aquesta pràctica. L'exposició va comptar amb 24 obres centrades en l'ús d'elements tècnics i conceptuals del vídeo en la creació d'objectes, dispositius d'interacció i videointal·lacions.
La història del videoart es troba marcada pels avenços tecnològics que redefineixen constantment el camp de treball així com els procediments o les formes de producció. La incorporació de les tecnologies digitals en el vídeo digital de creació marquen una tendència cap a la interactivitat i la virtualitat de les obres desplacen la pràctica de la videoescultura cap a la hibridació de gèneres.

## Context cultural i artístic
Aquesta manifestació artística va sorgir a la dècada dels anys seixanta i setanta del segle xx, coincidint amb una època de grans transformacions socials, polítiques i culturals. Després de la Segona Guerra Mundial, els centres d'interès de l'art contemporani es traslladen als Estats Units i sorgeixen els moviments contestataris i autoreflexius vers les institucions artístiques, així com dels mitjans de comunicació de masses. És en aquest context cultural on es desenvolupen l'art conceptual, l'art d'acció i la performance, l'art natura i el body art, entre d'altres, sobre els quals s'expressarà el moviment Fluxus.
Aquest moviment va tenir una especial transcendència en el desenvolupament del videoart basat en la subversió i transgressió dels valors i dels missatges difosos pels mitjans de comunicació de massa tradicionals. Inicialment, la voluntat dels videoartistes era convidar l'espectador a reflexionar sobre el sentit i la mercantilització de l'art tradicional, així com de la dependència de la televisió com a mecanisme de control social i econòmic.
En un inici, les videoescultures van ser rebudes per alguns crítics com una estratègia per fer que el vídeo pogués encabir-se dins dels circuits de l'art establerts, obeint les exigències mercantils. Artistes com Dan Graham, consideraven la videoescultura com una hibridació de l'escultura artística i del vídeo i, a la vegada, l'expressió comercial per excel·lència d'aquest últim.

## Artistes i obres que s'hi relacionen
Nam June Paik (Corea) es considera un dels artistes pioners del videoart. La seva obra té una gran quantitat de videoescultures i videoinstal·lacions. El 1963 va realitzar Zen for TV, una televisió l'emissió de la qual es reduïa a una sola línia. Magnet TV (1965), va adossar un imant a la part superior del televisor que els visitants podien manipular per crear distorsions a les imatges. Entre les obres més conegudes de l'artista trobem Buddha TV (1974), realitzada a través de la confrontació d'una escultura de Buda i un televisor amb una càmera que el grava en circuit tancat. El Buda, que es contempla a si mateix a la pantalla de televisió.
L'obra de Shigeko Kubota, formada en el camp de l'escultura, es va iniciar amb una sèrie en homenatge a Marcel Duchamp durant 1975 i 1976. Dins d'aquest conjunt d'obres trobem Staircase, una escala de 4 graons formats per monitors que reprodueixen l'obra homònima de Duchamp. Una altra de les obres, Grave, està formada per una columna de monitors amb la imatge trèmula de la tomba de Duchamp, que es reflecteix en un mirall ubicat a terra i que recorda un monument funerari. L'obra més coneguda de l'artista, Window (1976).
La mirada crítica del moviment Fluxus és present en l'obra de molts videoescultors. Douglas Davis mostra, a From the Present Tense 1 (1971), un televisor encès de cara a la paret. La Televisión (1980) d'Antoni Muntadas projecta anuncis de premsa sobre una televisió apagada.
A mig camí entre la videoescultura i la videoinstal·lació, Michael Snow va crear De La (1971), una obra on una escultura mòbil, que s'acciona a través d'impulsos sonors, porta muntada una càmera de circuit tancat que registra i envia les imatges a un stack de monitors.
El polifacètic Brian Eno va fer un seguit de videoescultures anomenades Video Paintings and Sculptures (1984) on la imatge videogràfica actuava com a font de llum sobre superfícies i estructures tridimensionals que emergien sobre les pantalles dels monitors.
Fabrizio Plessi és un videoartista italià que basa el seu treball en la recerca estètica a través de videoinstal·lacions i videoescultures. A l'obra Digital Waterfall (2003), presenta innovacions tecnològiques com la incorporació d'aire condicionat permanent a una pantalla extraplana en color.
La xilena Andrea Wolf és una altra de les artistes que integren el gènere de la videoescultura en la seva obra. Per mitjà de pel·lícules domèstiques trobades, realitza videoescultures i videoinstal·lacions que conviden a la reflexió sobre la imatge, el temps, la memòria i l'oblit dels records que produïm.
Un altre videoartista destacable és Alfredo Colunga, que ha desenvolupat una nova tècnica anomenada tesseract que, aplicada a la videoescultura, aconsegueix crear espais virtuals concèntrics i succesius que comporten una expansió del concepte cinematogràfic. OPYOUM, Hypercube (2004), la primera de les obres de Colunga a incorporar aquesta tècnica, es basa en la construcció d'un cub amb dues pantalles superposades a cada cara que, per mitjà d'un joc de transparències i opacitats, ofereixen un relat a l'espectador.